# 발렌틴 팔린

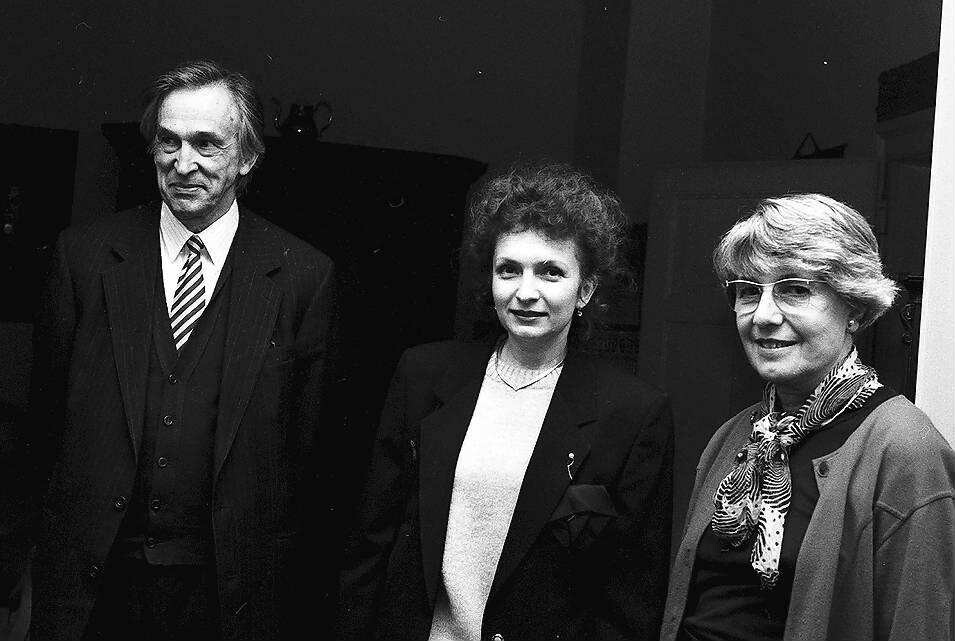

발렌틴 미하일로비치 팔린(러시아어: Baлeнтин Mиxaйлoвич Фaлин, 1926년 4월 3일 ~ 2018년 2월 22일)은 소련의 외교관이자 정치인이었다.

## 어린 시절
팔린은 레닌그라드에서 태어나, 1950년에 국립 모스크바 국제 관계 대학교를 졸업했다.
1951년부터 1958년까지 소련 외무부에서 근무했다. 1971년부터 1978년까지는 독일 연방 공화국 주재 소련 대사를 지냈다 1978년, 소련 공산당 중앙위원회 국제정보부 제1차장에 임명되었고, 1983년에 개인적인 사정으로 자리를 떠났으며, 이후 1986년까지 이즈베스티야 신문의 정치 칼럼니스트로 활동했다.
1986년, 팔린은 노보스티 통신사 후원 위원회의 결정으로 노보스티 통신사 이사회 의장으로 선출되었다. 1988년부터 1991년까지 소련 공산당 중앙위원회 국제부 국장을 지냈으며, 1991년, 미하일 고르바초프에 반발해 일어난 8월 쿠데타가 실패한 후 공직을 떠났다.
1992년, 독일의 유명한 정치가 에곤 바르의 초청으로 독일로 건너가 함부르크에 있는 독일 평화안보연구소에서 역사 교수로 일했으며, 2000년, 러시아로 돌아와 모스크바에 위치한 국립 모스크바 국제 관계 대학에서 강의에 전념했다.
2010년, 러시아 연방 대통령의 표창장을 받았으며, 2011년 가을에는 국제 러시아 전러시아 인민 전선 국제 위원회의 전문가 위원회를 이끌었다.
2018년, 모스크바에서 92세로 사망했으며, 사망한 뒤에는 모스크바 트로예쿠롭스코예 묘지에 묻혔다.